# Westraltrachia tropida
Westraltrachia tropida är en snäckart som beskrevs av Alan Solem 1984. Westraltrachia tropida ingår i släktet Westraltrachia och familjen Camaenidae. Inga underarter finns listade i Catalogue of Life.